# Coeficiente de difusão efetivo
O coeficiente de difusão efetivo (também referido como o coeficiente de difusão aparente) de um difundente em difusão atômica de materiais sólidos policristalinos como ligas metálicas é muitas vezes representada como uma média ponderada do coeficiente de difusão de contorno de grão e o coeficiente de difusão de retículo.
Difusão ao longo tanto do contorno de grão como do retículo cristalino podem ser modelados com uma equação de Arrhenius. A razão da energia de ativação da difusão de contorno de grão sobre a energia de ativação da difusão de retículo é normalmente 0,4 - 0,6, assim que a temperatura é reduzida, o componente de difusão do contorno de grão aumenta. Aumentando-se a temperatura geralmente permite-se um aumento do tamanho de grão, e o componente da difusão por retículo aumenta com o aumento da temperatura, por isso muitas vezes a 0,8Tfusão (de uma liga), o componente do contorno de grão pode ser negligenciado.

## Modelagem
O coeficiente de difusão efetivo pode ser modelao usando a equação de Hart quando somente o contorno de grão e a difusão de retículo são dominantes:
{\displaystyle {D^{eff}}=f} Dgb {\displaystyle +(1-f)}Dl.
onde
{\displaystyle {D^{eff}}=} coeficiente de difusão efetivo.
Dgb = coeficiente de difusão de contorno de grão.
Dl = coeficiente de difusão de retículo .
{\displaystyle f={\tfrac {q}{d}}}.δ
{\displaystyle q=} valor baseado na forma do grão, 1 para grãos paralelos, 3 para grãos quadrados.
{\displaystyle d=} tamanho médio de grão.
δ {\displaystyle =} largura do limite de grão, muitas vezes assumido como sendo de 0,5 nm.
Difusão de contorno de grão é significativa em metais de retículo cúbico de face centrada (CFC) abaixo de cerca de 0,8 Tmelt (Absoluto). Deslocamentos de linha e outros defeitos cristalográficos podem tornar-se significativos abaixo de ~0.4 Tmelt em metais CFC.